# 1939 في سويسرا
فيما يلي قوائم الأحداث التي وقعت خلال عام 1939 في سويسرا.

## رياضة
- 12 أغسطس – طواف سويسرا 1939 الفائزون روبرت زيمرمان، Max Bolliger  [لغات أخرى]‏، كريستوف ديدييه، فريق سويسرا لركوب الدراجات  [لغات أخرى]‏، Enrico Mollo [الإنجليزية]‏.

## مواليد

### أبريل
- 12 أبريل – بيتر جيجير موسيقي سويسري.

### يونيو
- 25 يونيو – إرنست أولريش فون فايتسكر

### يوليو
- 14 يوليو – إدوارد برونر موسيقي سويسري.
- 15 يوليو – ريتشارد فير موظف ديني سويسري.
- 17 يوليو – أوسكار جيني لاعب هوكي جليد سويسري.

### أغسطس
- 5 أغسطس – بيتر فوغل درّاج طريق سويسري.

### سبتمبر
- 5 سبتمبر – كلاي ريجاتسوني سائق سيارة سباق سويسري.

### أكتوبر
- 13 أكتوبر – والتر ريتشارد درّاج طريق سويسري.
- 16 أكتوبر – جيرولد شبيت

### ديسمبر
- 10 ديسمبر – جيان-ريتو بلاتنر

## وفيات

### يناير
- 19 يناير – إميل والتر (مواليد 1872) سياسي سويسري.

### فبراير
- 22 فبراير – أفريل دي سانت كروا (مواليد 1855) نسويّة فرنسية.

### مارس
- 22 مارس – ويلهلم هامل (مواليد 1872) فنان سويسري.

### مايو
- 11 مايو – جيان موراكس (مواليد 1869) رسام سويسري.

### يوليو
- 8 يوليو – روبرت كيلر (مواليد 1854) عالم نبات سويسري.
- 15 يوليو – يوجين بليولر (مواليد 1857)

### أغسطس
- 10 أغسطس – هانس ريهمان (مواليد 1900) ممثل سويسري.

### نوفمبر
- 18 نوفمبر – إدوارد فيشر (مواليد 1861) عالم نبات سويسري.

### ديسمبر
- 1 ديسمبر – جان رو (مواليد 1876) عالم حيوان سويسري.